# Mariano Maza
Mariano Maza (Buenos Aires, Virreinato del Río de la Plata, 1809 - Montevideo, Uruguay, 1879) fue un militar argentino que luchó en el ejército de Juan Manuel de Rosas y se destacó como el más sanguinario de sus oficiales. Responsable de la muerte de los gobernadores José Cubas y Marco Avellaneda.

## Sus inicios
Era el hijo legítimo de un oficial del Virreinato del Río de la Plata, el que rindió la fortaleza de Buenos Aires después que fue abandonada por el virrey Rafael de Sobremonte durante las invasiones inglesas. Era sobrino del futuro gobernador Manuel Vicente Maza.
Inició su carrera militar en la campaña contra el Imperio del Brasil, y participó del sitio de Colonia del Sacramento a las órdenes del coronel Isidoro Suárez. Después pasó a las Misiones Orientales, bajo el mando de Fructuoso Rivera.
De regreso a Buenos Aires a órdenes de Juan Manuel de Rosas contra Juan Lavalle y luego sirvió en la frontera con los indios. En 1831 participó en la campaña contra la Liga Unitaria. En 1834 fue nombrado comandante de la Artillería de Mar y, años más tarde, comandante de la Infantería de Marina.
No había sido un hombre particularmente violento, pero la impresión por el asesinato de su tío a raíz de la traición de su primo Ramón Maza (fusilado en 1839) lo convirtió en un celoso defensor del orden rosista.

## Campaña al norte
Fue ascendido a coronel en 1840, y participó de la defensa de Buenos Aires contra la invasión de Lavalle. Se unió a las fuerzas que salieron en su persecución, a órdenes del general Ángel Pacheco, y luchó en las batallas de Quebracho Herrado y San Cala.
El general Manuel Oribe lo envió con 1200 hombres a ocupar Catamarca. Participó en la batalla de Machigasta contra Mariano Acha y colocó al caudillo Eusebio Balboa como gobernador de Catamarca. Allí hizo fusilar a varios oficiales unitarios.
De allí pasó a La Rioja; en su camino fue encontrando las huellas del paso de Lavalle, que había hecho fusilar a decenas de oficiales federales, como el general Villafañe. Tal vez allí decidió que ahora la guerra era a muerte. Lavalle lo esquivó y Maza pasó a Córdoba, donde se unió a Oribe. Como jefe de la infantería federal participó en la batalla de Famaillá, que fue la victoria decisiva de los federales.
El ejército federal avanzó hacia el norte, y estaba en Metán cuando le trajeron prisioneros a Marco Avellaneda, mentor ideológico de la Coalición del Norte, al coronel José María Vilela (el vencido en San Cala) y a otros oficiales. Como Avellaneda había estado radicado en Buenos Aires, le tocó a Maza juzgarlo sumariamente. Lo sometió a un interrogatorio, en que lo condenó por traición a la patria (por la alianza con Francia, en la que los liberales del noroeste no tenían nada que ver), por instigación y participación en el asesinato de Alejandro Heredia tres años antes, y por sus persecuciones y confiscaciones contra los federales. Avellaneda, Vilela y seis oficiales más fueron ejecutados por degüello. El sumario no tenía valor, y las ejecuciones fueron sencillamente criminales. De todos modos, posiblemente los mismos ejecutados hubieran hecho lo mismo con los federales, de haber podido. De hecho, Lamadrid y Lavalle lo habían hecho varias veces.
Regresó entonces a Catamarca, donde aún resistía el gobernador unitario José Cubas, y le intimó rendición. Como Cubas no cedió, atacó la capital provincial y lo derrotó. Ejecutó a varias decenas de unitarios notables, incluido Cubas, cuya cabeza clavó en una pica en la plaza. Muchos de los ejecutados no lo fueron por fusilamiento, sino por degüello, y Maza se ufanaba de eso.
Más tarde se enfrentó al amigo y cuñado de José Cubas, y nuevo gobernador interino catamarqueño, Marcelino Augier, en el "Combate de Amadores", logrando derrotarlo. Debido a esto, gran cantidad de unitarios marcharon al exilio, entre ellos los hermanos Marcelino y Uladislao Augier.

## En el litoral
Acompañó al ejército de Oribe en su avance contra Santa Fe, pero antes de llegar a enfrentar a Juan Pablo López, Rosas lo llamó para ponerlo interinamente al mando de la escuadra del almirante Guillermo Brown. Intentó un ataque a Montevideo, pero fracasó.
Se trasladó a Entre Ríos y fue el jefe de la mitad de la infantería federal en la batalla de Arroyo Grande, el 6 de diciembre de 1842. Fue una victoria decisiva, que permitió expulsar a Rivera de Entre Ríos y avanzar hacia Uruguay para reponer a Oribe en el gobierno. Participó en la Guerra Grande y el sitio de Montevideo como jefe de un batallón de infantería (en el que, como dato curioso, revistaban dos hijos de Bernardino Rivadavia como oficiales). Se casó con la hija de Oribe.
Cuando en 1851 se produjo el pronunciamiento de Urquiza y la invasión a Uruguay, Oribe tuvo que capitular. El sitio de Montevideo terminó con un empate, pero las tropas argentinas fueron reunidas contra su voluntad a las de Urquiza, que se dirigió a atacar a Rosas en Buenos Aires. Los principales jefes lograron escapar, entre ellos los coroneles Jerónimo Costa, José María Flores, Nicolás Granada y Maza. Pasaron a Buenos Aires y lucharon en la batalla de Caseros, el 3 de febrero de 1852.

## Después de Rosas
Después de la derrota se refugió en Montevideo, de donde nunca volvería, ya que temía la venganza de los unitarios, y con mucha razón. Se unió al ejército del gobierno uruguayo contra la invasión de Venancio Flores en 1863. Dos años más tarde, el vencedor Flores le ofreció el ministerio de guerra, pero no aceptó. Apoyó la revolución de Timoteo Aparicio de 1870 y fue jefe de la artillería en la derrota de Sauce.
Una curiosa leyenda, inventada para satisfacer al presidente Nicolás Avellaneda, decía que el presidente uruguayo Lorenzo Latorre le ordenó a su edecán llevarle un retrato de su padre, Marco Avellaneda. El edecán habría sido Mariano Maza, y habría muerto por la impresión y el arrepentimiento. Pero Maza nunca fue edecán de Latorre y nunca existió tal retrato.
Mariano Maza murió en junio de 1879 en Montevideo.